# دوست دختر اجاره‌ای
دوست دختر اجاره‌ای (به انگلیسی: Rent-A-Girlfriend) مجموعه مانگا ژاپنی نوشته و تصویرگری شده توسط ریجی میاجیما است که از ژوئیه ۲۰۱۷ در هفته‌نامه شونن کودانشا منتشر می‌شود تا اکتبر ۲۰۲۴ در سی و هشت جلد تانکوبون گردآوری شده است. مجموعه تلویزیونی انیمه اقتباس شده از این اثر ساخته استودیو تی‌ام‌اس انترتینمنت از جولای تا سپتامبر ۲۰۲۰ پخش شد. فصل دوم از جولای تا سپتامبر ۲۰۲۲ و فصل سوم از جولای تا سپتامبر ۲۰۲۳ نیز پخش شدند. فصل چهارم قرار است در سال ۲۰۲۵ پخش شود.
تا مارس ۲۰۲۴، این اثر بیش از ۱۳ میلیون نسخه در تیراژ داشت.

## داستان
کازویا کینوشیتا پس از یک ماه دوستی معاوضه ای (انجو-کسای) با دوست دخترش مامی نانامی خارج می‌شود. او تصمیم می‌گیرد یک دوست دختر زیبا به نام چیزورو میزوهارا را اجاره کند ولی توسط دختر رد می‌شود. بعد از کش و قوس‌های فراوان چیزورو متوجه می‌شود که کازویا آنقدرها هم بد نیست. دختران دیگری که در این صنعت هستند به کازویا می‌پیوندند تا این رابطه ساختگی را پایان دهند ولی کازویا عاشق چیزورو می‌شود و مصمم می‌شود تا هر کاری کند تا این رابطه را به یک رابطه واقعی تبدیل کند.